# Université indépendante de Moscou
L'Université indépendante de Moscou (abrégé UIM en français, IUM en anglais ; en russe : Независимый Московский Университет, НМУ) est une université privée située à Moscou, fondée en 1991, pour l'enseignement supérieur des mathématiques et également un institut de recherche en mathématiques. Elle a été fondée par d'éminents mathématiciens pour prendre en main l'enseignement supérieur tel qu'il était dispensé autrefois par la faculté « Mech-Math » de l'université d'État Lomonossov, jugée irréformable. L'université est située au centre de Moscou, non loin de la rue Arbat.

## Fondation
L'initiative de la fondation est venue de Nikolai Konstantinov. Les fondateurs comprenaient les académiciens Vladimir Arnold (qui a aussi longtemps présidé le conseil d'administration), Ludvig Faddeev, Sergueï Novikov, Viktor Vassiliev, Iakov Sinaï ainsi qu'Alexander Beilinson, Roland Dobrouchine, Doubrovine, Alexandre Kirillov, Alexeï Nikolaïevitch Roudakov, Vladimir Mikhaïlovitch Tikhomirov, Askold Gueorguievitch Khovansky, Mikhaïl Alexandrovitch Choubine. Étaient également impliqués les mathématiciens russes Alexeï Sossinski et à l'étranger Pierre Deligne et Robert MacPherson. L'université est adossée au MCCME (Moscow Center for Continuous Mathematical Education).

## Objectifs
L'IMU se considère comme une université et un centre de recherche d'élite et a des critères d'admission stricts. Le nombre d'étudiants est de 40 à 50 étudiants en premier cycle, de 10 à 15 étudiants en cours de préparation de diplôme, et elle a 4 à 5 diplômés par an. Les étudiants qui ont réussi les épreuves d'admission (trois examens) ne paient pas de frais de scolarité, et au contraire reçoivent une bourse. La plupart des étudiants étudient également dans une université d'État telle que l'Université Lomonossov, c'est pourquoi les cours ont lieu le soir. Le diplôme n'est pas officiellement reconnu en Russie, mais il est accepté par les programmes de doctorat des principales universités et instituts tels que l'Institut de mathématiques Steklov, l'Institut Weizmann et l'université Harvard.
Les huit premiers diplômes ont été délivrés en 1996 ;  l'université est aussi une institution de formation continue pour les mathématiciens déjà formés. Ils apprécient les contacts à l'étranger, par exemple avec un programme d'études intitulé Math in Moscow (MIM) pour les étudiants nord-américains ; il y a une forte coopération avec la France, notamment avec l'École normale supérieure.

## Enseignants
Parmi les enseignants permanents ou ponctuels, il y a en plus de Sossinsky et de Vasilyev déjà mentionnés : Boris Feigin, Sabir Gusein-Zade, Juli Ilyashenko (Yulij Ilyashenko), Mikhail Zfasman, Sergei Lando, Igor Krichev, Stefan Nemirovski, Viktor Prasolov, Alexander Schen, Ernest Vinberg, Dmitri Anossov, Maxim Kazaryan, Sergei Natanzon, Alexander Kuznetsov, Alexandre Belavine.

## Publications
L'université publie des séries de livres et des conférences de son séminaire général (Globus Seminar). Deux volumes ont été publiés par Cambridge University Press en traduction anglaise. Parmi les conférenciers du séminaire figurent Jean-Pierre Serre, Pierre Deligne, Stephen Smale, Sergueï Novikov, Iakov Sinaï, Yuri Manin, Laurent Lafforgue, Maxime Kontsevitch, Alexander Beilinson, Anatole Katok, Andreï Okounkov Pierre Cartier. L'université publie le Moscow Mathematics Journal depuis 2001 et organise des compétitions pour jeunes mathématiciens.

## Le centre Poncelet
En mars 2002 a été créé le « laboratoire international franco-russe de mathématiques et interaction avec l’informatique et la physique théorique » (LIFR MI2P), à Moscou, entre le CNRS et l'Université indépendante de Moscou. Il devient en juillet 2006 le « laboratoire Jean-Victor Poncelet » (Unité mixte internationale UMI 2615 du CNRS) puis, en mai 2017, est signé l’accord de création du « Centre scientifique interdisciplinaire franco-russe Poncelet » entre  :
- le CNRS ;
- l'Université indépendante de Moscou ;
- l'Institut de mathématiques V.A. Steklov de l’Académie des sciences de Russie ;
- l'Institut des problèmes de transmission de l'information A. A. Kharkévitch de l'Académie des sciences de Russie ;
- l'Institut de science et technologie de Skolkovo « Skoltekh » ;
- le Haut Collège d'économie.

Le but de cette unité est de mettre en œuvre une coopération approfondie et efficace entre scientifiques de spécialités différentes : mathématiciens, physiciens et informaticiens français et russes.